# Union Sportive Marseille Endoume Catalans
Union Sportive Marseille Endoume Catalans é um clube de futebol francês, com sede em Marselha. Disputa atualmente o Championnat National 2.

## História
Fundado em 1925, o Endoume jogou na maior parte entre a quarta e oitava divisões do futebol francês (todas de nível amador), além de ter disputado 3 temporadas no Championnat National, a terceira divisão nacional, entre 1990 e 1993.
Na Copa da França, seu melhor desempenho foi na edição de 1987–88, quando chegou às oitavas-de-final - foi eliminado pelo La Roche VF por 6 a 3 no placar agregado. Em 1995–96, na fase de 32-avos, sendo eliminado pelo Olympique de Marseille.